# Taux de change anticipé
 (signalé en août 2025).
Si vous disposez d'ouvrages ou d'articles de référence ou si vous connaissez des sites web de qualité traitant du thème abordé ici, merci de compléter l'article en donnant les références utiles à sa vérifiabilité et en les liant à la section « Notes et références ».
- Archive Wikiwix
- Bing
- Cairn
- DuckDuckGo
- E. Universalis
- Gallica
- Google
- G. Books
- G. News
- G. Scholar
- Persée
- Qwant
- (zh) Baidu
- (ru) Yandex
- (wd) trouver des œuvres sur Wikidata

Un taux de change anticipé est utilisé par un agent économique lorsqu'il travaille dans plusieurs devises dans le but de planifier les transactions futures. Cet agent effectue des anticipations afin de prévoir le niveau du taux de change à une date donnée.